# Europees kampioenschap voetbal mannen onder 19 - 2025
Het Europees kampioenschap voetbal mannen onder 19 van 2025 (ook wel UEFA Under-19 Euro 2025 genoemd) was de 22ste editie van het Europees kampioenschap voor nationale mannenteams onder de 19 jaar. Het toernooi werd van 13 tot en met 26 juni 2025 gespeeld in Roemenië. Aan het toernooi namen acht teams deel met selecties van spelers die op of na 1 januari 2006 geboren werden. Nederland won het toernooi voor het eerst door in de finale met 1–0 te winnen van titelverdediger Spanje.

## Kwalificatie

### Format
Het kwalificatietoernooi bestond uit een kwalificatieronde en een eliteronde. In de kwalificatieronde in november 2024 werden 52 landen verdeeld over 13 groepen van 4 landen. In elke groep speelden alle landen één keer tegen elkaar in een aangewezen gastland. De groepswinnaars, de nummers 2 en de beste nummer 3 plaatsten zich voor de eliteronde, net als Portugal, dat als hooggeplaatste team een bye kreeg voor de kwalificatieronde. De overgebleven 28 teams werden in de eliteronde in maart 2025 verdeeld over 7 groepen van 4 landen. Ook in deze ronde speelden in iedere groep alle landen één keer tegen elkaar in een aangewezen gastland. De zeven groepswinnaars plaatsten zich voor het hoofdtoernooi, net als Roemenië, dat zich als gastland automatisch gekwalificeerd had.

### Gekwalificeerde landen
Onderstaand tabel weergeeft de gekwalificeerde landen. Montenegro debuteerde op het toernooi. In dikgedrukte jaartallen won het land het toernooi.
| Land       | Gekwalificeerd als          | Eerdere deelnames                                                                        |
| ---------- | --------------------------- | ---------------------------------------------------------------------------------------- |
| Roemenië   | Gastland                    | 2011, 2022                                                                               |
| Denemarken | Eliteronde: winnaar groep 1 | 2024                                                                                     |
| Montenegro | Eliteronde: winnaar groep 2 |                                                                                          |
| Nederland  | Eliteronde: winnaar groep 3 | 2010, 2013, 2015, 2016, 2017                                                             |
| Noorwegen  | Eliteronde: winnaar groep 4 | 2002, 2003, 2005, 2018, 2019, 2023, 2024                                                 |
| Spanje     | Eliteronde: winnaar groep 5 | 2002, 2004, 2006, 2007, 2008, 2009, 2010, 2011, 2012, 2013, 2015, 2018, 2019, 2023, 2024 |
| Duitsland  | Eliteronde: winnaar groep 6 | 2002, 2004, 2005, 2007, 2008, 2014, 2015, 2016, 2017                                     |
| Engeland   | Eliteronde: winnaar groep 7 | 2002, 2003, 2005, 2008, 2009, 2010, 2012, 2016, 2017, 2018, 2022                         |

## Speelsteden
Op 19 april 2021 besloot de UEFA in Montreux om Roemenië aan te wijzen als gastland voor het toernooi. Roemenië organiseerde het toernooi eerder in 2011. Ook zou het de editie van 2021 georganiseerd hebben, maar die werd niet gespeeld vanwege de coronacrisis. Onderstaand tabel weergeeft de stadions van het toernooi.
| Boekarest                                   | Boekarest                                 | Ploiești                            |
| ------------------------------------------- | ----------------------------------------- | ----------------------------------- |
| Rapid-Giuleștistadion Capaciteit: 14.047    | Arcul de Triumf Stadium Capaciteit: 8.027 | Ilie Oanăstadion Capaciteit: 15.073 |
|                                             |                                           |                                     |
| Voluntari                                   | · Boekarest Voluntari Ploiești            | · Boekarest Voluntari Ploiești      |
| Stadion Anghel Iordănescu Capaciteit: 4.600 | · Boekarest Voluntari Ploiești            | · Boekarest Voluntari Ploiești      |
|                                             | · Boekarest Voluntari Ploiești            | · Boekarest Voluntari Ploiești      |

## Groepsfase
In de groepsfase werden de 8 deelnemende landen verdeeld over 2 groepen van 4 landen. In iedere groep speelden alle landen één keer tegen elkaar. De groepswinnaars en de nummers 2 plaatsten zich voor de halve finales. De loting vond plaats op 15 april 2025. Alle landen konden elkaar treffen, alhoewel gastland Roemenië automatisch in groep A werd geplaatst.

### Groep A
| Pos | Team       | Wed | W | G | V | Ptn | DV | DT | +/− |                       |
| --- | ---------- | --- | - | - | - | --- | -- | -- | --- | --------------------- |
| 1   | Spanje     | 3   | 3 | 0 | 0 | 9   | 9  | 1  | +8  | Naar de knock-outfase |
| 2   | Roemenië   | 3   | 2 | 0 | 1 | 6   | 6  | 4  | +2  | Naar de knock-outfase |
| 3   | Denemarken | 3   | 1 | 0 | 2 | 3   | 5  | 4  | +1  |                       |
| 4   | Montenegro | 3   | 0 | 0 | 3 | 0   | 1  | 12 | −11 |                       |

|                                          |                 |         |            |                                                                                   |
| 13 juni 2025 17:00 (UTC+3) 16:00 (UTC+2) | Spanje          | 1 – 0   | Denemarken | Rapid-Giuleștistadion, Boekarest Toeschouwers: 731 Scheidsrechter: Lothar D'hondt |
| 13 juni 2025 17:00 (UTC+3) 16:00 (UTC+2) | Buur 45' (e.d.) | Verslag |            | Rapid-Giuleștistadion, Boekarest Toeschouwers: 731 Scheidsrechter: Lothar D'hondt |

|                                          |                          |         |              |                                                                                          |
| 13 juni 2025 20:00 (UTC+3) 19:00 (UTC+2) | Roemenië                 | 2 – 1   | Montenegro   | Arcul de Triumf Stadium, Boekarest Toeschouwers: 2.934 Scheidsrechter: Menelaos Antoniou |
| 13 juni 2025 20:00 (UTC+3) 19:00 (UTC+2) | Marincău 63' Barbu 90+1' | Verslag | 13' Vlahović | Arcul de Triumf Stadium, Boekarest Toeschouwers: 2.934 Scheidsrechter: Menelaos Antoniou |

|                                          |                                                 |         |            |                                                                                  |
| 16 juni 2025 17:00 (UTC+3) 16:00 (UTC+2) | Denemarken                                      | 5 – 0   | Montenegro | Rapid-Giuleștistadion, Boekarest Toeschouwers: 389 Scheidsrechter: Antoni Bandić |
| 16 juni 2025 17:00 (UTC+3) 16:00 (UTC+2) | Berthelsen 9' Themsen 32', 52' Agyekum 68', 74' | Verslag |            | Rapid-Giuleștistadion, Boekarest Toeschouwers: 389 Scheidsrechter: Antoni Bandić |

|                                          |               |         |                                      |                                                                                       |
| 16 juni 2025 20:00 (UTC+3) 19:00 (UTC+2) | Roemenië      | 1 – 3   | Spanje                               | Stadion Anghel Iordănescu, Voluntari Toeschouwers: 3.764 Scheidsrechter: Rob Hennessy |
| 16 juni 2025 20:00 (UTC+3) 19:00 (UTC+2) | Szimionaș 49' | Verslag | 3' Cordero 67' Martín 73' Monserrate | Stadion Anghel Iordănescu, Voluntari Toeschouwers: 3.764 Scheidsrechter: Rob Hennessy |

|                                          |            |         |                                  |                                                                                       |
| 19 juni 2025 19:00 (UTC+3) 18:00 (UTC+2) | Denemarken | 0 – 3   | Roemenië                         | Arcul de Triumf Stadium, Boekarest Toeschouwers: 6.133 Scheidsrechter: Andrea Colombo |
| 19 juni 2025 19:00 (UTC+3) 18:00 (UTC+2) |            | Verslag | 34' Guțea 58' Barbu 77' Vermeșan | Arcul de Triumf Stadium, Boekarest Toeschouwers: 6.133 Scheidsrechter: Andrea Colombo |

|                                          |            |         |                                                    |                                                                                  |
| 19 juni 2025 19:00 (UTC+3) 18:00 (UTC+2) | Montenegro | 0 – 5   | Spanje                                             | Ilie Oanăstadion, Ploiești Toeschouwers: 1.594 Scheidsrechter: Menelaos Antoniou |
| 19 juni 2025 19:00 (UTC+3) 18:00 (UTC+2) |            | Verslag | 14', 28', 65' Junyent 16' Virgili 35' Huestamendia | Ilie Oanăstadion, Ploiești Toeschouwers: 1.594 Scheidsrechter: Menelaos Antoniou |

### Groep B
| Pos | Team      | Wed | W | G | V | Ptn | DV | DT | +/− |                       |
| --- | --------- | --- | - | - | - | --- | -- | -- | --- | --------------------- |
| 1   | Nederland | 3   | 3 | 0 | 0 | 9   | 9  | 2  | +7  | Naar de knock-outfase |
| 2   | Duitsland | 3   | 1 | 1 | 1 | 4   | 7  | 9  | −2  | Naar de knock-outfase |
| 3   | Engeland  | 3   | 0 | 2 | 1 | 2   | 9  | 11 | −2  |                       |
| 4   | Noorwegen | 3   | 0 | 1 | 2 | 1   | 3  | 6  | −3  |                       |

|                                          |                             |         |                                  |                                                                              |
| 14 juni 2025 16:00 (UTC+3) 15:00 (UTC+2) | Engeland                    | 2 – 2   | Noorwegen                        | Ilie Oanăstadion, Ploiești Toeschouwers: 1.433 Scheidsrechter: Antoni Bandić |
| 14 juni 2025 16:00 (UTC+3) 15:00 (UTC+2) | Watson 11' Moore 80' (pen.) | Verslag | 18' Røssing-Lelesiit 45' Granaas | Ilie Oanăstadion, Ploiești Toeschouwers: 1.433 Scheidsrechter: Antoni Bandić |

|                                          |           |         |                              |                                                                                              |
| 14 juni 2025 19:00 (UTC+3) 18:00 (UTC+2) | Duitsland | 0 – 3   | Nederland                    | Stadion Anghel Iordănescu, Voluntari Toeschouwers: 783 Scheidsrechter: Javier Alberola Rojas |
| 14 juni 2025 19:00 (UTC+3) 18:00 (UTC+2) |           | Verslag | 43', 90+1' Oufkir 90+4' Smit | Stadion Anghel Iordănescu, Voluntari Toeschouwers: 783 Scheidsrechter: Javier Alberola Rojas |

|                                          |           |         |                     |                                                                             |
| 17 juni 2025 16:00 (UTC+3) 15:00 (UTC+2) | Noorwegen | 0 – 2   | Nederland           | Ilie Oanăstadion, Ploiești Toeschouwers: 683 Scheidsrechter: Lothar D'hondt |
| 17 juni 2025 16:00 (UTC+3) 15:00 (UTC+2) |           | Verslag | 65' Smit 83' Konadu | Ilie Oanăstadion, Ploiești Toeschouwers: 683 Scheidsrechter: Lothar D'hondt |

|                                          |                                                    |         |                                                              |                                                                                       |
| 17 juni 2025 19:00 (UTC+3) 18:00 (UTC+2) | Duitsland                                          | 5 – 5   | Engeland                                                     | Arcul de Triumf Stadium, Boekarest Toeschouwers: 1.104 Scheidsrechter: Andrea Colombo |
| 17 juni 2025 19:00 (UTC+3) 18:00 (UTC+2) | Darvich 7' El Mala 31', 48' Moerstedt 42' Wurm 44' | Verslag | 35' King 52' Wheatley 55' Russell-Denny 61' Abbott 63' Derry | Arcul de Triumf Stadium, Boekarest Toeschouwers: 1.104 Scheidsrechter: Andrea Colombo |

|                                          |             |         |                             |                                                                                              |
| 20 juni 2025 19:00 (UTC+3) 18:00 (UTC+2) | Noorwegen   | 1 – 2   | Duitsland                   | Stadion Anghel Iordănescu, Voluntari Toeschouwers: 312 Scheidsrechter: Javier Alberola Rojas |
| 20 juni 2025 19:00 (UTC+3) 18:00 (UTC+2) | Granaas 72' | Verslag | 85' Ouédraogo 90+1' El Mala | Stadion Anghel Iordănescu, Voluntari Toeschouwers: 312 Scheidsrechter: Javier Alberola Rojas |

|                                          |                                                      |         |                          |                                                                                 |
| 20 juni 2025 19:00 (UTC+3) 18:00 (UTC+2) | Nederland                                            | 4 – 2   | Engeland                 | Rapid-Giuleștistadion, Boekarest Toeschouwers: 738 Scheidsrechter: Rob Hennessy |
| 20 juni 2025 19:00 (UTC+3) 18:00 (UTC+2) | Smit 22' Redmond 35', 69' Vennegoor of Hesselink 42' | Verslag | 52' Wheatley 90+3' Derry | Rapid-Giuleștistadion, Boekarest Toeschouwers: 738 Scheidsrechter: Rob Hennessy |

## Knock-outfase
In de knock-outfase speelden de overgebleven vier landen in een knock-outsysteem. In de halve finales speelden de groepswinnaars tegen de runner-up van de andere groep. De winnaars van de halve finales speelden in de finale tegen elkaar om de eindwinst.
|  | Halve finales       | Halve finales |                     |   | Finale | Finale |
|  |                     |               |                     |   |        |        |
|  | 23 juni – Boekarest |               |                     |   |        |        |
|  |                     |               |                     |   |        |        |
|  | Spanje (n.v)        | 6             |                     |   |        |        |
|  | Spanje (n.v)        | 6             | 26 juni – Boekarest |   |        |        |
|  | Duitsland           | 5             |                     |   |        |        |
|  | Duitsland           | 5             | Spanje              | 0 |        |        |
|  | 23 juni – Boekarest |               | Spanje              | 0 |        |        |
|  |                     | Nederland     | 1                   |   |        |        |
|  | Nederland           | Nederland     | 1                   | 3 |        |        |
|  | Nederland           |               |                     | 3 |        |        |
|  | Roemenië            | 1             |                     |   |        |        |
|  | Roemenië            | 1             |                     |   |        |        |

### Halve finales
|                                          |                                                                            |             |                                                           |                                                                                       |
| 23 juni 2025 18:00 (UTC+3) 17:00 (UTC+2) | Spanje                                                                     | 6 – 5 (n.v) | Duitsland                                                 | Arcul de Triumf Stadium, Boekarest Toeschouwers: 1.322 Scheidsrechter: Lothar D'hondt |
| 23 juni 2025 18:00 (UTC+3) 17:00 (UTC+2) | Cordero 35' (pen.) García 61', 90+1', 90+5', 119' Marqués 97' Virgili 113' | Verslag     | 28', 104', 107' Moerstedt 78' El Mala 90+9' (e.d.) Cuenca | Arcul de Triumf Stadium, Boekarest Toeschouwers: 1.322 Scheidsrechter: Lothar D'hondt |

|                                          |                               |         |           |                                                                                      |
| 23 juni 2025 21:00 (UTC+3) 20:00 (UTC+2) | Nederland                     | 3 – 1   | Roemenië  | Rapid-Giuleștistadion, Boekarest Toeschouwers: 12.199 Scheidsrechter: Andrea Colombo |
| 23 juni 2025 21:00 (UTC+3) 20:00 (UTC+2) | Konadu 36' Smit 42' Sliti 53' | Verslag | 68' Barbu | Rapid-Giuleștistadion, Boekarest Toeschouwers: 12.199 Scheidsrechter: Andrea Colombo |

### Finale
|                                          |        |         |                    |                                                                                   |
| 26 juni 2025 21:00 (UTC+3) 20:00 (UTC+2) | Spanje | 0 – 1   | Nederland          | Rapid-Giuleștistadion, Boekarest Toeschouwers: 6.159 Scheidsrechter: Rob Hennessy |
| 26 juni 2025 21:00 (UTC+3) 20:00 (UTC+2) |        | Verslag | 63' (e.d.) Jiménez | Rapid-Giuleștistadion, Boekarest Toeschouwers: 6.159 Scheidsrechter: Rob Hennessy |

## Doelpuntenmakers
4 doelpunten
- Said El Mala
- Max Moerstedt
- Kees Smit
- Pablo García

3 doelpunten
- David Barbu
- Quim Junyent

2 doelpunten
- Jonathan Agyekum
- Mike Themsen
- Jesse Derry
- Ethan Wheatley
- Don-Angelo Konadu
- Ayoub Oufkir
- Zépiqueno Redmond
- Sondre Granaas
- Jan Virgili

1 doelpunt
- Villum Berthelsen
- Noah Darvich
- Assan Ouédraogo
- Leopold Wurm
- Zach Abbott
- Joshua King
- Mikey Moore
- Reiss-Alexander Russell-Denny
- Tom Watson
- Vuk Vlahović
- Aymen Sliti
- Lucas Vennegoor of Hesselink
- Alexander Røssing-Lelesiit
- Remus Guțea
- Emanuel Marincău
- Luca Szimionaș
- Ioan Vermeșan
- Antonio Cordero
- Peio Huestamendia
- Jon Martín
- Tommy Marqués
- Alejandro Monserrate

Eigen doelpunten
- Oscar Buur
- Andrés Cuenca
- Raúl Jiménez

## Onderscheidingen
Speler van het Toernooi
- Kees Smit

Team van het Toernooi
- Joeri Heerkens
- Givairo Read
- Jon Martín
- Dies Janse
- Daniel Muñoz
- Winners Osawe
- Kees Smit
- Tygo Land
- Pablo García
- Max Moerstedt
- Said El Mala